# Dwayne Adway
Dwayne Adway (* 1. Februar 1969 als Earven Dwayne Adway in Saginaw, Michigan) ist ein US-amerikanischer Schauspieler.

## Leben und Karriere
Dwayne Adway wurde als Earven Dwayne Adway in Saginaw, Michigan, geboren. Adway ist Vater einer Tochter. Er besitzt eine Musiksammlung in den Genres Jazz, Klassische Musik, Country und Hip-Hop. Adway wurde 2005 in dem Ebony Magazin Most Eligible Bachelors abgelichtet. Das Magazin wählte ihn darüber hinaus zum heiratswürdigsten Junggesellen im Juni 2005.
Dwayne Adway konnte die Florida Agriculture and Mechanical University besuchen, da er ein Basketballstipendium erhielt und schloss mit einem Diplom in Wirtschaftsingenieurwesen ab.
Anschließend entschied er sich sein Magister der Betriebswirtschaftslehre an der Georgia State abzulegen. Dabei belegte er auch einen Kurs in Schauspielerei. Er entschloss sich dann dafür, seinen Master in bildender Kunst zu machen. Aufgrund der schauspielerischen Leistung von Denzel Washington in Mo Better Blues (1990), entschied sich Adway Schauspieler zu werden. Bevor er zum Film bzw. Fernsehen kam, begann er am Alliance Theater in Atlanta verschiedene Rollen in den Stücken MacBeth, Othello (beide von William Shakespeare) und Dutchman and The Slave (von LeRoi Jones) zu spielen.
In seiner Freizeit spielt er gerne Golf, geht Angeln, kocht, verfasste Gedichte und liebt Weine.
Seine erste Anstellung beim Film hatte Adway dann schließlich in dem Thriller Midnight Edition als Polizist. Sein Engagement wurde nicht im Abspann erwähnt. Anschließend folgten in den folgenden Jahren Auftritte in Fernsehserien wie in JAG – Im Auftrag der Ehre, Sliders – Das Tor in eine fremde Dimension, Emergency Room – Die Notaufnahme, New York Cops – NYPD Blue, CSI: Den Tätern auf der Spur, Close to Home und CSI: Miami. Während seiner Tätigkeit als Schauspieler trat er auch als Synchronsprecher bzw. Erzähler in Erscheinung.
In Forest Whitakers Komödie First Daughter – Ein Date mit Hindernissen spielte Adway 2004 den Agenten Dylan. Dabei stand er mit Katie Holmes als Präsidententochter Samantha und Michael Keaton als US-Präsident Mackenzie vor der Kamera. Im selben Jahr verkörperte er die Rolle des Jerome in Soul Plane mit Tom Arnold, Kevin Hart und Snoop Dogg. In dem Action-Thriller von John Stockwell, Into the Blue 2 – Das goldene Riff, sah man ihn 2005 als Roy vor der Kamera. 2010 erhielt er die Rolle des Hunter in dem deutschen Spielfilm Friendship!, mit Matthias Schweighöfer und Friedrich Mücke in den Hauptrollen.
Für die Filme Im Fadenkreuz – Allein gegen alle, 15 Minuten Ruhm, als auch für die Serie Celebrity Deathmatch. Darüber hinaus sprach er die Rolle des K-Dog in dem Spiel von 50 Cent: Bulletproof. Adway spricht in den US-amerikanischen Werbespots die Dialoge u. a. für CK one, Chevrolet und UPS.

## Filmografie (Auswahl)
- 1993: Midnight Edition
- 1997: 187 – Eine tödliche Zahl (One Eight Seven)
- 1998: The Dennis Rodman Story
- 1999: JAG – Im Auftrag der Ehre (JAG, Fernsehserie, Folge Front and Center)
- 1999: Sliders – Das Tor in eine fremde Dimension (Sliders, Fernsehserie, Folge The Java Jive)
- 2000: Emergency Room – Die Notaufnahme (ER, Fernsehserie, Folge The Greatest of Gifts)
- 2001: New York Cops – NYPD Blue (NYPD Blue, Fernsehserie, Folge Hit the Road, Clark)
- 2001: Im Fadenkreuz – Allein gegen alle (Behind Enemy Lines)
- 2001: The District – Einsatz in Washington (The District, Fernsehserie, Folge The Project)
- 2001: 15 Minuten Ruhm (15 Minutes)
- 2003: Celebrity Deathmatch
- 2003: CSI: Den Tätern auf der Spur (CSI: Crime Scene Investigation, Fernsehserie, Folge Lucky Strike)
- 2004: First Daughter – Ein Date mit Hindernissen (First Daughter)
- 2004: Soul Plane
- 2005: Close to Home (Fernsehserie, Folge Divine Directions)
- 2005: Into the Blue
- 2009: Hydra – The Lost Island (Hydra, Fernsehfilm)
- 2010: Friendship!
- 2011: CSI: Miami (Fernsehserie, Folge Dead Ringer)